# 鮑科氏棘花鮨
鮑科氏棘花鮨，又稱鮑科氏棘花鱸，為輻鰭魚綱鱸形目鱸亞目鮨科的其中一種，分布於西印度洋的馬達加斯加及Saya de Malha堤海域，棲息深度125-191公尺，體長可達8.2公分，生活在岩礁區，為底棲性魚類，屬肉食性，生活習性不明。